# ADGCEA
L'accordage pour guitare 6 cordes ADGCEA (la-ré-sol-do-mi-la) est un accordage diminué d'une quinte, soit trois tons et demi par rapport à l'accordage standard EADGBE (mi-la-ré-sol-si-mi). Il est aussi surnommé accordage en La standard. Il peut s'utiliser sur une guitare baryton, et notamment dans des registres metal pour jouer des riffs dans les graves. Lorsque la corde la plus grave est descendue d'un ton, en sol (G), on parle alors de drop G.